# Guisande (Boqueijón)
Guisande es una localidad española, actualmente despoblada, que forma parte de la parroquia de Pousada, del municipio de Boqueijón, en la provincia de La Coruña.

## Demografía
| Gráfica de evolución demográfica de Guisande entre 2011 y 2018 |
|                                                                |
| Datos según el nomenclátor publicado por el INE.               |